# حصن أبو نفيسة
حصن أبو نفيسة هو موقع آثري يقع في الضفة اليسرى من نهر النيل في ولاية الخرطوم (السودان). بناها حكام مملكة علوة.
تصميم الحصن العازل رباعي الاضلاع مع أبعاد داخلية بمساحة 83 ظرب 78 متر. وجد آثار حصون في ثلاث من الزوايا عام 2018. وجد قبر بيضوي وأحدث بكثير يعود إلى الشيخ أبو نفيسة في الزاوية الرابعة في الجنوب الشرقي، يعود القبر إلى القرون الاخيرة من سلطنة سنار (القرن الثامن عشر والتاسع عشر). أتى اسم الموقع من هذا الشخص.
بُني الحصن في الجزء الثاني من السادس الميلادي وأُستعمل لفترة قليلة. في الوقت نفسه، بُني حصن حوش إلكاب المشابه على بعد 500 متر من حصن أبو نفيسة. حصن أبو نفيسة، على خلاف حصن حوش إلكاب، اُختير أقرب إلى النهر، لذلك تدمر الفيضانات العالية التي تحصل بين حين وأخر الهندسة المعمارية. فيضان نهر النيل الاخير، والذي وصل إلى جدران الحصن، حدث في أبريل عام 2019. تبين الصور الملتقطة من القمر الصناعي لجوجل إيرث أن الحصن تحت الماء على نحو دوري.